# Априлов (стадион)
Стадион „Априлов“ е стадион, находящ се в гр. Габрово, квартал „Младост“, с капацитет от 5000 седящи места.
Разполага с тревно игрище, хандбално игрище с асфалтово покритие, лекоатлетическа писта и паркинг. В непосредствена близост има ресторант, пицария, кафене, аптека, бирария и магазини. Тревното игрище е основно реконструирано през 2004 г.
Стадион „Априлов“ е публична общинска собственост и е вторият по големина стадион в Габрово след стадион „Христо Ботев“ (14 000 седящи места). Използва се от представителния отбор на „Янтра“ и „Янтра 2000“.